# The First Legion
The First Legion is een Amerikaanse dramafilm uit 1951 onder regie van Douglas Sirk. De film werd destijds uitgebracht onder de titel Het voorste legioen.

## Verhaal
In een jezuïetengemeenschap geneest een oude, kreupele priester op wonderbaarlijke wijze. De andere jezuïeten spreken meteen van een mirakel. Pater Marc Arnoux heeft daar zijn twijfels bij.

## Rolverdeling
| Acteur           | Personage               |
| ---------------- | ----------------------- |
| Charles Boyer    | Pater Marc Arnoux       |
| William Demarest | Mgr. Michael Carey      |
| Lyle Bettger     | Dr. Peter Morrell       |
| Barbara Rush     | Terry Gilmart           |
| Leo G. Carroll   | Pater Paul Duquesne     |
| Walter Hampden   | Pater Edward Quarterman |
| Wesley Addy      | Pater John Fulton       |
| Taylor Holmes    | Pater Keene             |
| H.B. Warner      | Frater José Sierra      |
| George Zucco     | Pater Robert Stuart     |
| John McGuire     | Pater Tom Rawleigh      |
| Clifford Brooke  | Frater Clifford         |
| Dorothy Adams    | Mevrouw Dunn            |
| Molly Lamont     | Nora Gilmartin          |
| Queenie Smith    | Henrietta               |